# Ledaea
Ledaea là một chi bướm đêm thuộc họ Erebidae.

## Các loài
- Ledaea perditalis Walker, 1859